# حمله اسرائیل به پایگاه هوایی تیفور آوریل ۲۰۱۸
۹ آوریل ۲۰۱۸ طی حمله دو فروند جنگنده اف-۱۵ ارتش اسرائیل به پایگاه هوایی تیاس (T-4) سوریه واقع در منطقه تیاس استان حمص سوریه ۱۴ نفر از نظامیان این پایگاه کشته شدند که در بین اسامی این کشته شدگان نام هفت نیروی سپاه پاسداران انقلاب اسلامی به چشم می‌خورد